# 王辂
王辂（？—？），字孟载，號車同，山東諸城人，清朝政治人物。同进士出身。

## 生平
王辂与父同榜举人，雍正元年成进士，由景山教习授刑部广西司主事，迁吏部考功司员外郎。性孤峭，与人多不款洽，独新城何世璂深器重之。升郎中，京察不阿权贵，调稽勋司。司故掌八旗勋旧承袭及大臣世荫之制，人惮辂刚介，无敢干以私者。居京邸六年，不携家属，襆被萧然如寒士，尝曰：官京师者一携家属，需费即多，往往不能保其所守。吾若此，殊觉寝食甚安耳。七年出为延平知府，前守张良弼以亏负羁不行，辂悉为代偿，持已清慎，一如居吏部时，以卓异荐，未及行，丁内艰归。乾隆六年起补池州府，整己率属，不为繁苛，尝出俸修齐山、清溪二埂，行者便之。摄按察司篆，旧牍纍纍，手剖口决，数日内积案一空，民大悦服。罢官后，贫不能归，池父老相率馈薪米者塞于路，辂曰：不可以久累吾民。去之江宁，后适扬州，卒于客舍，年六十九。子四人，锡畴最少，辂罢官，锡畴年十九，随侍江南。先是辂知延平时，为锡畴聘胡通判女，至是胡宦遵义，屡以书迎锡畴就婚，辂亦促之。锡畴大恸曰：父子伶仃在此，忍更违离耶？客居日久，僮仆散去，凡辂之所需自饮食药饵以及衣服洗涤之事，皆锡畴为之，如是者十馀年，竟不娶。辂卒，锡畴旋以哀毁不起，年三十四。
王辂曾于雍正八年（1730年）接替李治国任福建延平府知府一职，雍正十年（1732年）由张良弼接任。

## 家族
祖王度昭，兵部左侍郎。父王奇猷，字天授，号沧溟，康熙五十六年举于乡。